# Stracciatella (dessert)

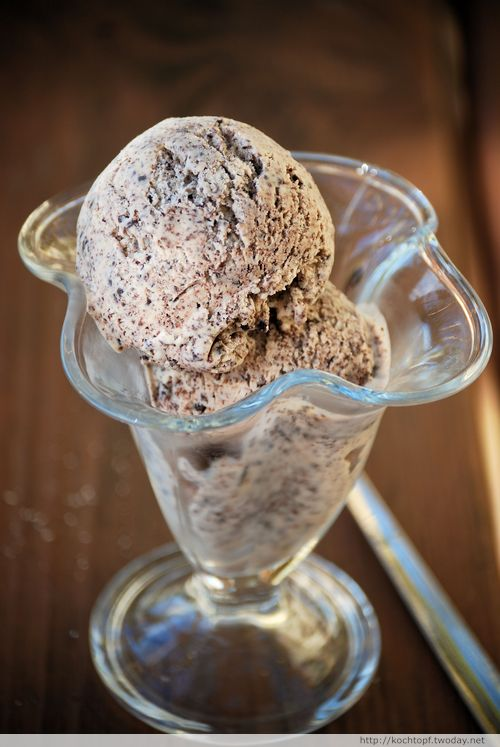
Een ijscoupe met stracciatella-ijs.

Stracciatella is een dessert met flinterdunne schaafsels of stukjes chocolade. Het bekendst is stracciatella-ijs, maar yoghurt- of vla-varianten bestaan ook. 
De naam is afkomstig van de Italiaanse soep stracciatella. Het dessert en de bereiding van de soep en het dessert vertonen enige gelijkenis. De Italiaan Enrico Panattoni bedacht de ijsvariant in 1961, overige varianten zijn van latere datum. 